# Katalansk grammatik
| Katalansk grammatik |
| --- |
| Bokstaven Ç – ce trencada – används flitigt i katalansk skrift. - Betydelse – språk- och stavningsregler i katalanska - Reglering – bl.a. av Institut d'Estudis Catalans - Varianter – bl.a. inom baleariska och valencianska |

Katalansk grammatik handlar om formläran och syntaxen i det katalanska språket. Dessutom beskrivs i den här artikeln kortfattat alfabetet, uttalet och skiljetecken. Katalanskan är ett romanskt språk närmast besläktat med occitanska, och det företer både stora likheter och vissa skillnader jämfört med de stora grannspråken spanska och franska, samt även med italienska.
Grammatiken i katalanskan har under 1900-talet standardiserats enligt flera mönster, varav det administrerat av Kataloniens Institut d'Estudis Catalans (IEC) är det mest spridda. Denna standard, fastlagen i början av seklet under ledning av Pompeu Fabra, används i hela det katalanskspråkiga området utom i Valencia-regionen. Där förekommer en parallell valenciansk norm, reglerad av Acadèmia Valenciana de la Llengua (AVL). Båda instituten erkänner varandras normering som korrekt.
IEC:s norm tillåter också viss variation för att hantera dialektal variation på Balearerna, i Alghero och i Roussillon. I denna artikel presenteras IEC:s standard utan dialektal variation.

## Alfabetet
Det katalanska alfabetet har flera olikheter jämför med alfabetet i de omgivande språkområdena. Katalanska är ett romanskt språk och använder i likhet med sina syskonspråk en variant av det latinska alfabetet. Alfabetet innehåller flera bokstäver som endast förekommer i ett eller inget av katalanskans stora grannspråk spanska och franska. Där spanskan använder z, nyttjar katalanskan ç (ce trencada).
Skriven katalanska innehåller ett antal teckenkombinationer av typen digraf, det vill säga två efterföljande bokstäver som representerar ett enda ljud. En relativt unik variant är dubbel-L:et med mellanliggande halvhög punkt: l·l. Teckenkombinationen motsvarar ett långt l-ljud (till skillnad från det muljerade ll).

## Uttal
Uttalet i katalanskan erbjuder både likheter och olikheter gentemot grannspråken spanska och franska. Dessutom skiljer sig en del uttal åt beroende på dialekt och varietet (valencianskan i söder har fler likheter med spanskan).
Betoningen följer i stort sett tre grundregler:
1. Vid ordslut på vokal, vokal + s, -en eller -in betonas den näst sista stavelsen.
2. I övriga ord betonas den sista vokalen.
3. Undantag från ovanstående regler markeras med accenttecken, som exempelvis i sofà ('soffa'), jardí ('trädgård'), progrés ('framsteg'), París och sorprèn ('han/hon kommer').[2]

### Vokaler
Katalanskan innehåller fonologiskt sju eller åtta olika vokalljud, beroende på dialekt. Där finns öppen, främre, icke-rundad (/a/), halvsluten, främre, icke-rundad (/e/), halvöppen, främre, icke-rundad (/ɛ/), sluten, främre, icke-rundad (/i/), halvsluten, bakre, rundad (/o/), halvöppen, bakre, rundad (/ɔ/), sluten, bakre, rundad (/u/) och mellanposition, central (/ə/). Den sistnämnda, ofta benämnd neutral vokal, saknas i de västligaste/södra dialekterna och förekommer endast i obetonad position i de centrala och östliga dialekterna; lokalt i baleariskan kan den neutrala vokalen även användas i betonad position. Den neutrala vokalens omfattande användning gör att många pluralformer av (feminina) substantiv kan låta likadant på spanska och katalanska; på spanska är då standardstavningen -as och på katalanska -es.

### Konsonanter
Katalanskans konsonanter har likheter med både spanska och franska. Dessutom finns vissa uttalsskillnader beroende på dialekt. Bland likheterna med spanskan finns (i många dialekter) en tendens att i många sammanhang uttala bokstäverna 'b' och 'v' som /β/; dessutom uttalas ll som /ʎ/ och 'd' ofta som /ð/; . Bland likheterna med franskan finns uttal av 'j' samt 'g' före mjuk vokal som /ʒ/, av 'z' som /z/ plus nolluttal av många slutkonsonanter samt inledande 'h'.

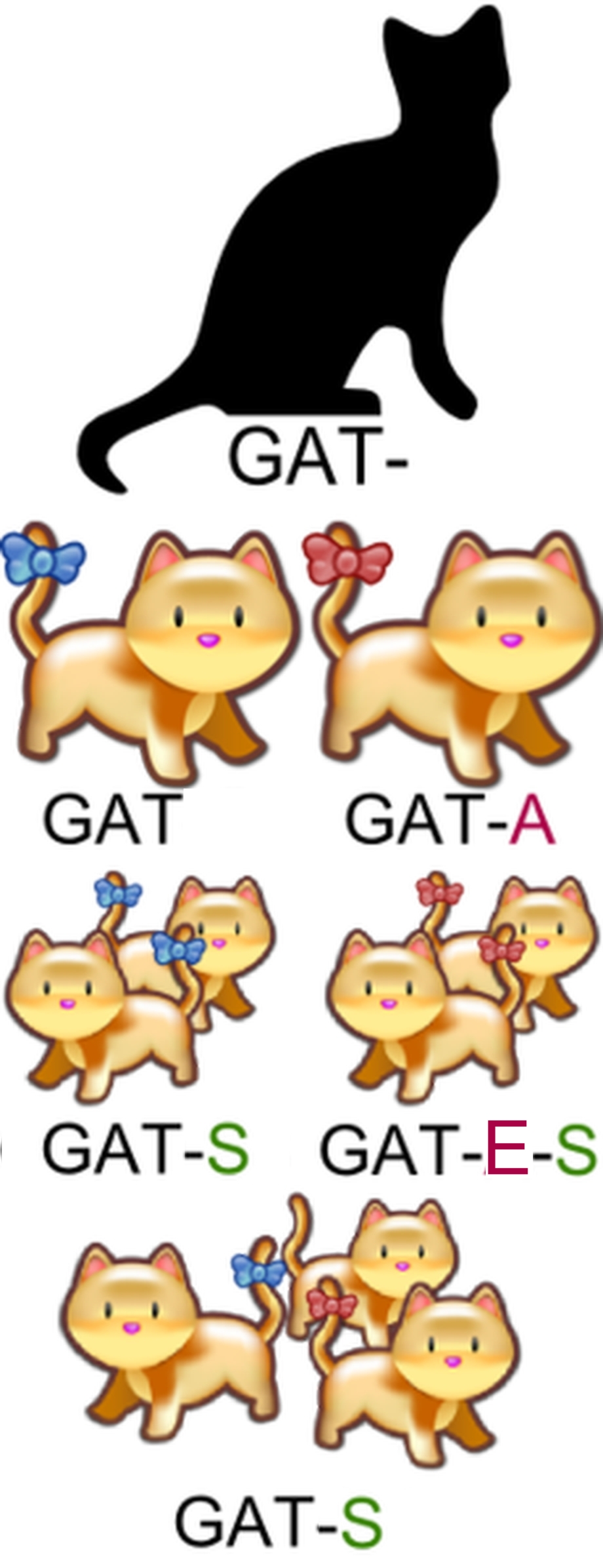
Substantivböjningen av gat ('katt').

## Formlära

### Substantiv
Hos substantiven finns två genus – maskulinum (masculí) och femininum (femení). Femininformer bildas regelbundet genom tillägg av -a (noia efter noi, 'pojke'), eventuellt efter att en annan slutvokal plockats bort (mestra efter mestre, 'mästare'). Oregelbundna femininbildningar är bland annat -essa (duquessa efter duc, 'hertig'), -ina (gallina efter gall, 'tupp') och -iu (actriu efter actor, 'skådespelare'). Vissa substantiv har samma form i både maskulin och feminin form, som exempelvis pianista ('pianist').
Plural bildas med tillägg av -s (pare > pares, 'fäder'). Ett antal varianter finns – se tabellen nedan (lodstreck – | – används för att skilja ordstam från ändelse).
| Singular     | Ändelse            | Exempel            |
| ------------ | ------------------ | ------------------ |
| Pare (mask.) | -s                 | Pares ('fäder')    |
| Casa (fem.)  | -es (minus slut-a) | Cases ('hus')      |
| Disc         | -os                | Discos ('skivor')  |
| Germà        | -ns                | Germans ('bröder') |
| Temps        | -                  | Temps ('tider')    |

### Artiklar
På katalanska kan artiklar (bestämningar) sättas framför substantiv både som bestämd artikel (l'article definit) och obestämd artikel (l'article indefinit). Till skillnad från i svenska finns även en personlig artikel (l'article personal) som sätts framför namn.
Baleariska och andra östkatalanska dialekter har traditionellt använt salat som bestämd artikel. Detta motsvarar bestämda artiklar där man istället för el, la, els och les använt es, sa, ets (es) och ses.
| Bestämd artikel | Singular         | Singular                                   | Plural |
| Bestämd artikel | Före kon- sonant | Före vokal eller h                         | Plural |
| --------------- | ---------------- | ------------------------------------------ | ------ |
| Mask.           | el               | l'                                         | els    |
| Fem.            | la               | l' (la framför obetonat i, u, hi eller hu) | les    |

| Obestämd artikel | Singular    | Plural      |
| ---------------- | ----------- | ----------- |
| Maskulinum       | un (en/ett) | uns (några) |
| Femininum        | una         | unes        |

Den obestämda artikeln används i pluralform i betydelsen 'några': uns jugadors = 'några spelare', unes gates = 'några kattor' (se även Katalansk grammatik#Räkneord).
| Personlig artikel | Personlig artikel | Personlig artikel  |
| ----------------- | ----------------- | ------------------ |
| Mask.             | el                | el Pere            |
| Mask.             | l'                | l'Esteve           |
| Mask.             | en                | en Jaume           |
| Fem.              | la                | la Rosa            |
| Fem.              | l'                | l'Anna (la Isabel) |

### Adjektiv
Adjektiven följer substantivens böjningsmönster i numerus och genus. Adjektiven (som oftast sätts efter det relaterade substantivet, förutom undantag enligt franskt mönster) har i ett antal undantagsfall nolländelse i femininum. Se tabellen nedan.
| Adjektivändelser (Flexió del l'adjectiu)                                                                                             | Adjektivändelser (Flexió del l'adjectiu)                                                                                             | Adjektivändelser (Flexió del l'adjectiu) | Adjektivändelser (Flexió del l'adjectiu) |       |
| Singular | Singular | Plural                                   | Plural                                   |       |
| maskulinum | femininum | maskulinum                               | femininum                                |       |
| --- | --- | ---------------------------------------- | ---------------------------------------- | ----- |
| - | + -a | + -s                                     | + -es                                    |       |
| Om avslut på -e el. tonlöst -o | -a | + -s                                     | -es                                      |       |
| Avslut på -s, -ç, -x, -ix, -tx | + -a | + -os                                    | + -es                                    |       |
| * Avslut på -ble, -aire * De flesta m. avslut på -al, -el, -il, -ant, -ent * Avslut på -a som får -es-plural * Vissa m. avslut på -e | * Avslut på -ble, -aire * De flesta m. avslut på -al, -el, -il, -ant, -ent * Avslut på -a som får -es-plural * Vissa m. avslut på -e | + -s                                     |                                          |       |
| Avslut på -aç, -iç, oç | Avslut på -aç, -iç, oç | + -s                                     | + -os                                    | + -os |

### Verb
Katalanskan har fyra regelbundna verbböjningar: ar-, re-, er- och ir-verb, där de båda mittersta räknas som varianter av den andra konjugationen. I presens indikativ:
- 1. cantar – att sjunga: jo canto, tu cantes, ell/ella canta, nosaltres cantem, vosaltres canteu, ells/elles canten
- 2a. perdre – att förlora: jo perdo, tu perds, ell/ella perd, nosaltres perdem, vosaltres perdeu, ells/elles perden
- 2b. témer – att frukta: jo temo, tu tems, ell/ella tem, nosaltres temem, vosaltres temeu, ells temen
- 3. dormir – att sova: jo dormo, tu dorms, ell/ella dorm, nosaltres dormim, vosaltres dormiu, ells/elles dormen

OBS! Subjektsformerna av personliga pronomen (jo, tu …) används, i likhet med i spanskan, portugisiskan och italienskan, ytterst sparsamt i dagligt tal och oftast endast vid betoning.
| Konjugationer    | Konjugationer  | Konjugationer          |
| Första (Primera) | Andra (Segona) | Tredje (Tercera)       |
| ---------------- | -------------- | ---------------------- |
| -ar              | -re / -er      | -ir                    |
| cantar           | perdre / témer | dormir, servir (-eix-) |

| Indikativ (Indicatiu) | Indikativ (Indicatiu) | Indikativ (Indicatiu) | Indikativ (Indicatiu) | Konjunktiv (Subjuntiu) | Konjunktiv (Subjuntiu) | Imperativ                            |
| Presens               | Imperfekt             | Futurum               | Konditionalis         | Presens                | Imperfekt              | Presens                              |
| --------------------- | --------------------- | --------------------- | --------------------- | ---------------------- | ---------------------- | ------------------------------------ |
| canto                 | cantava               | cantaré               | cantaria              | canti                  | cantés                 | -                                    |
| cantes                | cantaves              | cantaràs              | cantaries             | cantis                 | cantessis              | canta (tu) / canti (vostè)           |
| canta                 | cantava               | cantarà               | cantaries             | canti                  | cantés                 | -                                    |
| cantem                | cantàvem              | cantarem              | cantaríem             | camtem                 | cantéssim              | cantem (nosaltres)                   |
| canteu                | cantàveu              | cantareu              | cantaríeu             | canteu                 | cantéssiu              | canteu (vosaltres) / cantin (vostès) |
| canten                | cantaven              | cantaran              | cantarien             | cantin                 | cantessin              | -                                    |

| Icke-personliga former | Icke-personliga former | Icke-personliga former       |
| Infinitiv (Infinitiu)  | Gerundium (Gerundi)    | Perfekt particip (Participi) |
| ---------------------- | ---------------------- | ---------------------------- |
| cantar                 | cantant                | cantat, -ada, -ats, -ades    |
| perdre / témer         | perdent                | perdut, -uda, -uts, -udes    |
| dormir, servir (-eix-) | dormint                | dormit, -ida, -its, -ides    |

### Pronomen[11]
Katalanskan har ett rikt utbud av pronomen, särskilt vad gäller objektsformerna som finns i kompletterande och alternativa varianter.
| Demonstrativa pronomen | Nära             | Nära             | Mindre nära    | Mindre nära    | Långt bort       | Långt bort       |
| Demonstrativa pronomen | Singular         | Plural           | Singular       | Plural         | Singular         | Plural           |
| ---------------------- | ---------------- | ---------------- | -------------- | -------------- | ---------------- | ---------------- |
| Maskulinum             | aquest (den här) | aquests (de här) | (aqueix)       | (aqueixos)     | aquell (den där) | aquells (de där) |
| Femininum              | aquesta          | aquestes         | (aqueixa)      | (aqueixes)     | aquella          | aqelles          |
| Neutrum                | (açó)            | (açó)            | això (det här) | això (det här) | allò (det där)   | allò (det där)   |

Uppdelningen mellan demonstrativa pronomen efter tre olika grader av avstånd används bara i vissa dialekter. Formerna inom parentes är därför mindre använda. De demonstrativa pronomenformerna används över huvud taget sparsamt och bortfaller ofta i meningen, i likhet med exempelvis subjektsformerna av personliga pronomen (se nedan).
De personliga pronomen i subjektsposition sätts (i likhet med i spanska, portugisiska och italienska) i regel endast ut i betonad position. Annars förklarar verbböjningen vem som gör något.
| Personliga pronomen, subjektsformer (pronoms [personals] forts) | Singular                                  | Plural                               |
| --------------------------------------------------------------- | ----------------------------------------- | ------------------------------------ |
| 1:a person                                                      | jo, mi (jag)                              | nosaltres, nós (vi)                  |
| 2:a person                                                      | tu (du), vostè (Du)                       | vosaltres, vós (ni), vostè (Ni)      |
| 3:e person                                                      | ell (han), ella (hon), si (reflexiv form) | ells, elles (de), si (reflexiv form) |

Personliga pronomen i objektsposition (pronoms [personals] febles, 'svaga pronomen') har ett antal olika varianter med likheter i både spanska och franska. Variantformerna med apostrofer hängs i regel på ett angränsande substantiv vid vokalmöte. Om inte annat nämns gäller pronomenformerna nedan ackusativ.
| Personliga pronomen, objektsformer (Pronoms [personals] febles) | Personliga pronomen, objektsformer (Pronoms [personals] febles) | Personliga pronomen, objektsformer (Pronoms [personals] febles) | Dativobjekt   | Dativobjekt   | Dativobjekt  | Dativobjekt  | Ackusativobjekt | Ackusativobjekt | Ackusativobjekt | Ackusativobjekt | Adverbial | Adverbial, partitivform |
| Personliga pronomen, objektsformer (Pronoms [personals] febles) | Personliga pronomen, objektsformer (Pronoms [personals] febles) | Personliga pronomen, objektsformer (Pronoms [personals] febles) | Före initial… | Före initial… | Efter final… | Efter final… | Före initial…   | Före initial…   | Efter final…    | Efter final…    | Adverbial | Adverbial, partitivform |
| Personliga pronomen, objektsformer (Pronoms [personals] febles) | Personliga pronomen, objektsformer (Pronoms [personals] febles) | Personliga pronomen, objektsformer (Pronoms [personals] febles) | vk            | vv/h          | vk           | vv           | vk              | vv/h            | vk              | vv              | Adverbial | Adverbial, partitivform |
| --------------------------------------------------------------- | --------------------------------------------------------------- | --------------------------------------------------------------- | ------------- | ------------- | ------------ | ------------ | --------------- | --------------- | --------------- | --------------- | --------- | ----------------------- |
| Singular                                                        | 1:a person                                                      | 1:a person                                                      | em            | m'            | -me          | 'm           | em (mig)        | m'              | -me             | 'm              | hi        | en                      |
| Singular                                                        | 2:a person                                                      | 2:a person                                                      | et            | t'            | -te          | 't           | et (dig)        | t'              | -te             | 't              | hi        | en                      |
| Singular                                                        | 3:e person                                                      | mask.                                                           | el            | l'            | -lo          | 'l           | -li (honom)     | -li (honom)     | -li (honom)     | -li (honom)     | hi        | en                      |
| Singular                                                        | 3:e person                                                      | fem.                                                            | la            | l', la        | -la          | -la          | -li (henne)     | -li (henne)     | -li (henne)     | -li (henne)     | hi        | en                      |
| Singular                                                        | 3:e person                                                      | refl.                                                           | es            | s'            | -se          | 's           | es (sig)        | s'              | -se             | 's              | hi        | en                      |
| Singular                                                        | 3:e person                                                      | neut.                                                           | ho            | ho            | ho           | ho           |                 |                 |                 |                 | hi        | en                      |
| plural                                                          | 1:a person                                                      | 1:a person                                                      | ens           | ens           | -nos         | 'ns          | ens (oss)       | ens             | -nos            | 'ns             | hi        | en                      |
| plural                                                          | 2:a person                                                      | 2:a person                                                      | us            | us            | -vos         | us           | us (er)         | ens             | -vos            | -us             | hi        | en                      |
| plural                                                          | 3:e person                                                      | mask.                                                           | els           | els           | -los         | 'ls          | els (dem)       | els (dem)       | -los            | 'ls             | hi        | en                      |
| plural                                                          | 3:e person                                                      | fem.                                                            | les           | les           | -les         | -les         | (dem)           | (dem)           | -los            | 'ls             | hi        | en                      |
| plural                                                          | 3:e person                                                      | refl.                                                           | es            | s'            | -se          | 's           | es (dem)        | s'              | -se             | 's              | hi        | en                      |

Possessiva pronomen i katalanskan används numera (i vardagslag) endast i självständig form. Denna bildas genom att bestämd artikel sätts före. Nedan listas de olika varianterna, där både artikeln (utelämnad i tabellen) och pronomen böjs efter substantivets genus.
| Possessiva pronomen | Possessiva pronomen | singular | singular | plural  | plural  |
| Possessiva pronomen | Possessiva pronomen | mask.    | fem.     | mask.   | fem.    |
| ------------------- | ------------------- | -------- | -------- | ------- | ------- |
| singular            | 1:a person          | meu      | meva     | meus    | meves   |
| singular            | 2:a person          | teu      | teva     | teus    | teves   |
| singular            | 3:e person          | seu      | seva     | seus    | seves   |
| plural              | 1:a person          | nostre   | nostra   | nostres | nostres |
| plural              | 2:a person          | vostre   | vostra   | vostres | vostres |
| plural              | 3:a person          | llur     | llur     | llurs   | llurs   |

Relativpronomen i katalanskan kan delas in i svaga och starka. Till den förstnämnda gruppen finns que ('som'), vilken används utan föregående preposition (veig a la mar, que és gran, 'jag ser på havet, som är vidsträckt'). Till den senare gruppen finns què (el gos, a què et vaig parlar, és brau, hunden, som talade med dig om, är vild'), qui (he vist el veí am qui et vas barallar, 'jag såg grannen som du hade bråkat med') och on (la casa on viu és fora del centre', 'huset [som] hon bor i ligger utanför stadskärnan')

### Adverb
Katalanska adverb bildas och används snarlikt andra romanska språk. Indelning av adverben görs ofta i sju olika klasser. Se vidare under Satslära och Adverbial.

### Räkneord
De katalanska räkneorden och deras böjning har många likheter med motsvarigheterna i spanska och franska. Räkneorden upp till tjugo byggs upp på samma sätt som i franska, med 16–19 som "tiotal-ental". Tal böjs i vissa fall (ett, två, hundratal) även efter genus. Katalanskan använder komma som decimaltecken och punkt som tusentalsavskiljare. Noll heter zero.
| Räkneord, femininum* (ordningstal) | Räkneord, femininum* (ordningstal) | Räkneord, femininum* (ordningstal) | Räkneord, femininum* (ordningstal) | Räkneord, femininum* (ordningstal)           |
| ---------------------------------- | ---------------------------------- | ---------------------------------- | ---------------------------------- | -------------------------------------------- |
| 1 • u, un, una* (primer, -a)       | 11 • onze                          | 21 • vint-i-un, -una*, -u          | 90 • noranta                       | 1.974 • mil nou-cents setanta-quatre         |
| 2 • dos, dues* (segon)             | 12 • dotze                         | 22 • vint-i-dos, -dues*            | 100 • cent                         | 4.000 • quatre mil                           |
| 3 • tres (tercer)                  | 13 • tretze                        | 23 • vint-i-tres                   | 107 • cent set                     | 17.363 • disset mil tres-cents seixanta-tres |
| 4 • quatre (quart)                 | 14 • catorze                       | 30 • trenta                        | 128 • cent vint-i-vuit             | 52.040 • cinquanta-dues* mil quaranta        |
| 5 • cinc (cinquè)                  | 15 • quinze                        | 31 • trenta-un, -una*, -u          | 176 • cent setanta-sis             | 100.000 • cent mil                           |
| 6 • sis (sisè)                     | 16 • setze                         | 40 • quaranta                      | 259 • dos-cents cinquanta-nou      | 200.000 • dues-centes* mil                   |
| 7 • set (setè)                     | 17 • disset                        | 50 • cinquanta                     | 298 • dues-centes* trenta-tres     | 1.000.000 • un milió                         |
| 8 • vuit (vuitè)                   | 18 • divuit                        | 60 • seixanta                      | 733 • set-cents trenta-tres        | 14.000.000 catorze milions                   |
| 9 • nou (novè)                     | 19 • dinou                         | 70 • setanta                       | 821 • vuit-centes vint-i-una*      | 1.000.000.000 • un miliard, mil milions      |
| 10 • deu (desè)                    | 20 • vint                          | 80 • vuitanta                      | 1.000 • mil                        | 1.000.000.000.000 • un bilió                 |

Grundtalet nyttjas även som substantiv. Pluralen bildas då som andra substantiv: els uns ('ettorna'), els dosos ('tvåorna'), 'els vuits' ('åttorna').
Ordet för en/ett finns i tre varianter – u, un och una. De två sistnämnda används i förenad position, medan u är den fristående formen (substantivet): l'u = 'ettan'. u används också som ordningstal vid datum, som i el dia u de maig (l'u de maig) = 'första maj'. Alternativt ord för u är där primer. U ingår även i sammansättningar som algú ('någon') och ningú ('ingen').

### Prepositioner
Här listas ett antal av de vanligaste prepositionerna. Som en jämförelse noteras i vissa fall motsvarigheter på franska eller spanska.
- a – 'på', 'i', 'vid', 'till'
- amb – 'med' (spanska: con; franska: avec)
- de – 'från', 'av'
- en – 'i'
- per, per a - 'för' (spanska: por; franska: pour)
- contra – 'mot'
- entre – 'mellan'
- malgrat – 'trots (att)' (franska: malgré)
- segons – 'enligt', 'efter' (franska: suivant, selon)
- sense – 'utan' (franska: sans)
- cap a – 'till', 'rätt mot'
- des de – 'från' (franska: de, dès, depuis)
- fins, fins a – '[fram] till', '[ända] till', 'tills'
- sota – 'under' (franska: sous)

Flera vanliga prepositioner slås samman med efterföljande bestämd artikel enligt följande mönster:
- a + el → al, a + els → als
- de + el → del, de + els → dels
- per + el → pel, per + els → pels

### Konjunktioner
Här listas ett antal vanliga konjunktioner. Vissa motsvarigheter i franska eller spanska listas inom parentes.
- i – 'och' (spanska: y)
- ni - 'inte ens', 'inte heller' (franska: ni)
- que – 'att' (franska: que)
- o – 'eller' (franska: ou)
- però – 'men' (spanska: peró)
- sinó – 'utan'
- doncs – 'alltså', 'då', 'eftersom' (franska: donc)
- perquè – 'därför att', 'för' (franska: pourquoi)
- si – 'om', 'ifall' (franska: si)
- encara que – 'fastän', 'trots att'
- ja que – 'eftersom'

## Syntax
Syntaxen i ett språk behandlar relationen mellan orden i en fras (satsen). 

### Subjekt, objekt och predikat
Katalanskan har i likhet med andra romanska språk inga kasusändelser. Ett objekt markeras genom positionen i satsen, eller genom en (framförställd) preposition. I likhet med spanska och italienska kan ofta ett subjektspronomen uteslutas ur en fras, eftersom predikatets form (verbets böjning) förklarar vem som är subjekt.

### Olika satser
I den katalanska syntaxen skiljs mellan fyra olika typer av satser (vilka också styr vilken ordning satsdelar placeras i). Dessa är:
- Predikativ sats (frase predicativa). Denna innehåller ett subjekt, ett predikat och bestämningar till dessa (attribut/predikatfyllnad). Exempel: La Júlia va comprar una poma per a la seva mare ('Julia har köpt ett äpple till sin mor'.). Ordning: Subjekt–Predikat-Predikatfyllnad
- Attributiv sats (frase atributiva). Den bildas av ett subjekt, ett predikat och ett attribut. Exempel: La biblioteca estava buida ('Biblioteket var tomt'.). Ordning: S–P–Attribut.
- Opersonlig sats (frase impersonal). Den innehåller endast predikat och predikatfyllnad (se ovan om "borttappade" subjekt). Exempel: Neva ('Det snöar'.). Plou molt ('Det regnar mycket'.). Ordning: P–Pf
- Inackusativ sats (frase inacusativa). Den bildas med ett predikat och en postverbal substantivistisk konstruktion som fungerar som ett mellanting mellan subjekt och ackusativobjekt. Exempel: Avui s'han publicat tres notícies sobre terratrèmols ('Idag publicerade man tre artiklar om jordbävningar'.). Ordning: P–S/Ackusativobjekt.

### Satsbildning med objektspronomen
Katalanska har ett stort utbud av objektspronomen, det vill säga pronomen som motsvarar objektet i satsen. Ett katalanskt objektspronomen måste placeras direkt före eller efter predikatet i satsen. I satser med både ett indirekt (dativ-) och direkt (ackusativ-) objektspronomen kommer i regel indirekt pronomen före det direkta, i likhet med modellen i nästan alla romanska språk.
 Se vidare under Satslära och Adverbial.

### Adverbial
Katalanskans adverbial kan delas in i sju olika sorter:
Rumsadverbial (adverbis de lloc)
Exempel på katalanska platsadverb är: on ('var'), aquí ('här'), allà ('där'), ençà ('sedan'), [a] dalt ('upp'), avall ('ner'), [a] prop ('nära'), lluny ('långt [bort]'), enllá ('bortom'), pertot ('överallt') och enlloc ('ingenstans').
Tidsadverbial (adverbis de temps)
Exempel på katalanska tidsadverbial är: ara ('nu'), quan ('när'), després ('därefter'), avui (idag'), demà ('i morgon'), ahir ('igår'), enguany (' i år'), sovint ('ofta'), de tant en tant ('tillfälligtvis') och suara ('hittills').
Sättsadverbial (adverbis de manera)
Några exempel på katalanska sättsadverbial är: així ('så'), a poc a poc ('successivt'), arran ('intill'), bé ('väl'), com ('som'), de mica en mica ('bit för bit'), de pressa ('snabbt') och sobretot ('framför allt').
Många katalanska sättsadverbial bildas – i likhet med i franska – genom tillägg av ändelsen -ment' på femininumformen av ett adjektiv. Exempel inkluderar: difícilment ('svårligen'), malament ('illa') och parcialment ('delvis').
Måttsadverbial (adverbis de quantitat)
Några exempel på katalanska måttsadverbial är: molt eller força ('mycket'), poc ('lite'), massa ('för [mycket]'), gaire ('särskilt [mycket]'), prou ('nog'), que ('som'), gens ('lite', '[inte] det minsta'), tant ('både') och tan ('så').
Affirmativa adverbial (adverbis d'afirmació)
Några affirmativa (bekräftande, jakande) adverbial: sí ('ja'), també ('även'), així mateix ('likaledes'), sense dubte ('utan tvivel'), de debò ('allvarligt'), ben segur ('säkert') och per atzar ('av en slump').
Negationsadverbial (adverbis de negació)
Några negationsadverbial är: no ('nej'), tampoc ('antingen') och de cap manera ('på inget vis', 'aldrig').
Tvivelsadverbial (adverbis de dubte)
Några tvivelsadverbial är: potser ('kanske'), a la millor ('i bästa fall'), per ventura ('eventuellt').

## Skiljetecken
Systemet med skiljetecken i katalanskan liknar motsvarigheterna i andra romanska språk. Tecknen som används är bland annat följande:
Komma (coma)
Förutom som avskiljare av frasdelar och i uppräkningar, används komma även som decimaltecken. Det har samma betydelse som kommatecknet i svenska språket.
Punkt (punt)
Punkt används för att avsluta en mening, liksom i nummerlistor (2.1) och vid klockslag. I det senare fallet sätts en punkt mellan timslaget och minuterna; alternativt kan ett kolon här ersätta punkten.
Semikolon (punt i coma)
Katalanskans användning av semikolon liknar svenskans. I båda språken sätts tecknet ut mellan två fullständiga satser som relaterar till varandra. Detta kopplar samman satserna tätare än med en punkt. Semikolon kan även placeras vid gruppering av kommaterade listor i en uppräkning.
Kolon (dos punts)
Ett kolon används – i likhet med i svenskan – före en uppräkning eller ett citerat anförande. Kolontecknet placeras direkt efter föregående bokstav, till skillnad från i franskan där man oftast kompletterar med ett mellanliggande mellanrum.
Ellips (punt suspensius)
Ellipstecknet (uteslutningstecken, "tre punkter", …) används för att markera att en uppräkning eller fras fortsätter. Den sätts direkt efter närmast föregående bokstav, utan mellanliggande mellanrum.
Frågetecken (signe d'interrogació)
Användningen av frågetecken i katalanskan görs på samma sätt som i svenskan, som avslutning av en fråga. Inget mellanrum sätts mellan tecknet och föregående bokstav.
Utropstecken (signe d'admiració)
Användningen av utropstecken görs som i svenskan, för att avsluta ett utrop av något slag. Det katalanska ordet för tecknet, signe d'admiració, betyder 'beundranstecken'.
Tankstreck (guions)
Användningen av tankstreck i katalanskan skiljer sig något från den i svenskan. I båda språken sätter man ut tankstreck på båda sidor om en inskjuten (ofullständig) bisats. På katalanska placeras tankstrecken (formellt av den längsta sorten: —) dock utan mellanrum till närmaste bokstav i bisatsen. Exempel:
- Leo Messi —el únic jugador argentí del equip— va marcar quatre gols ('Leo Messi – den ende argentinske spelaren i laget – gjorde fyra mål')

Bindestreck (guionet)
Användningen av bindestreck sker, liksom i svenskan, i vissa sammansatta ord. Dessutom används det (som alternativ till mellanlångt tankstreck) som markör av intervall mellan årtal eller mellan namn på tävlande i en listning.
Parentes (parèntesis)
Parentes används på motsvarande sätt som i svenskan, för att inrama kompletterande information.
Hakparentes (claudàtors)
Hakparentes kan som i svenskan används för att förtydliga ett avbrott inuti ett citat. Avbrottet kan göras för att markera en borttagen del av citatat (det borttagna markeras med …) eller en inskjuten förklaring (kan kursiveras).
Apostrof (cometa simple)
Apostrofer kan användas som inramning av en betydelseförklaring (som 'här').
Dubbla citattecken (cometa doble)
Dubbla citattecken används runt citat och som markering (emfatisk eller ironisk) av ett visst ord eller fras. Det kan också markera en titel av något slag.